# Eurya subcordata
Eurya subcordata är en tvåhjärtbladig växtart som beskrevs av Hu Hsien-Hsu och L. K. Ling. Eurya subcordata ingår i släktet Eurya och familjen Pentaphylacaceae. Inga underarter finns listade i Catalogue of Life.